# Potáč

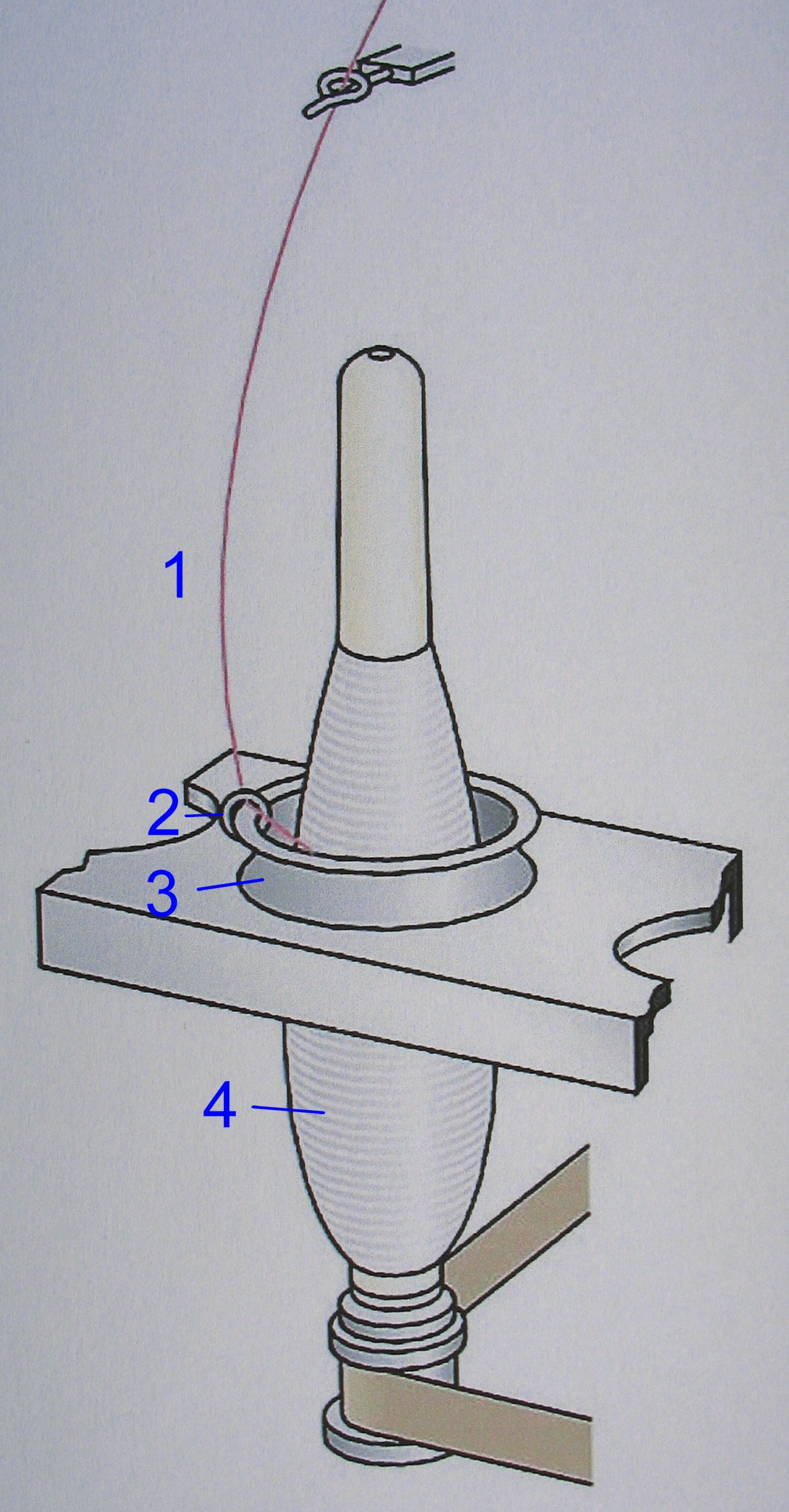
Potáč na prstencovém dopřádacím stroji

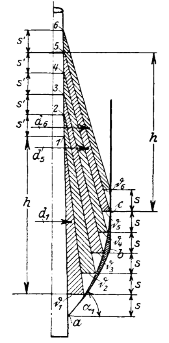
Schéma pohybu prstencové lavice při navíjení základu potáče

Potáč (angl.: cop, něm.: Kops) je kuželovitá forma návinu příze na dutinku na prstencových dopřádacích nebo skacích strojích.

## Princip navíjení
(viz horní nákres)

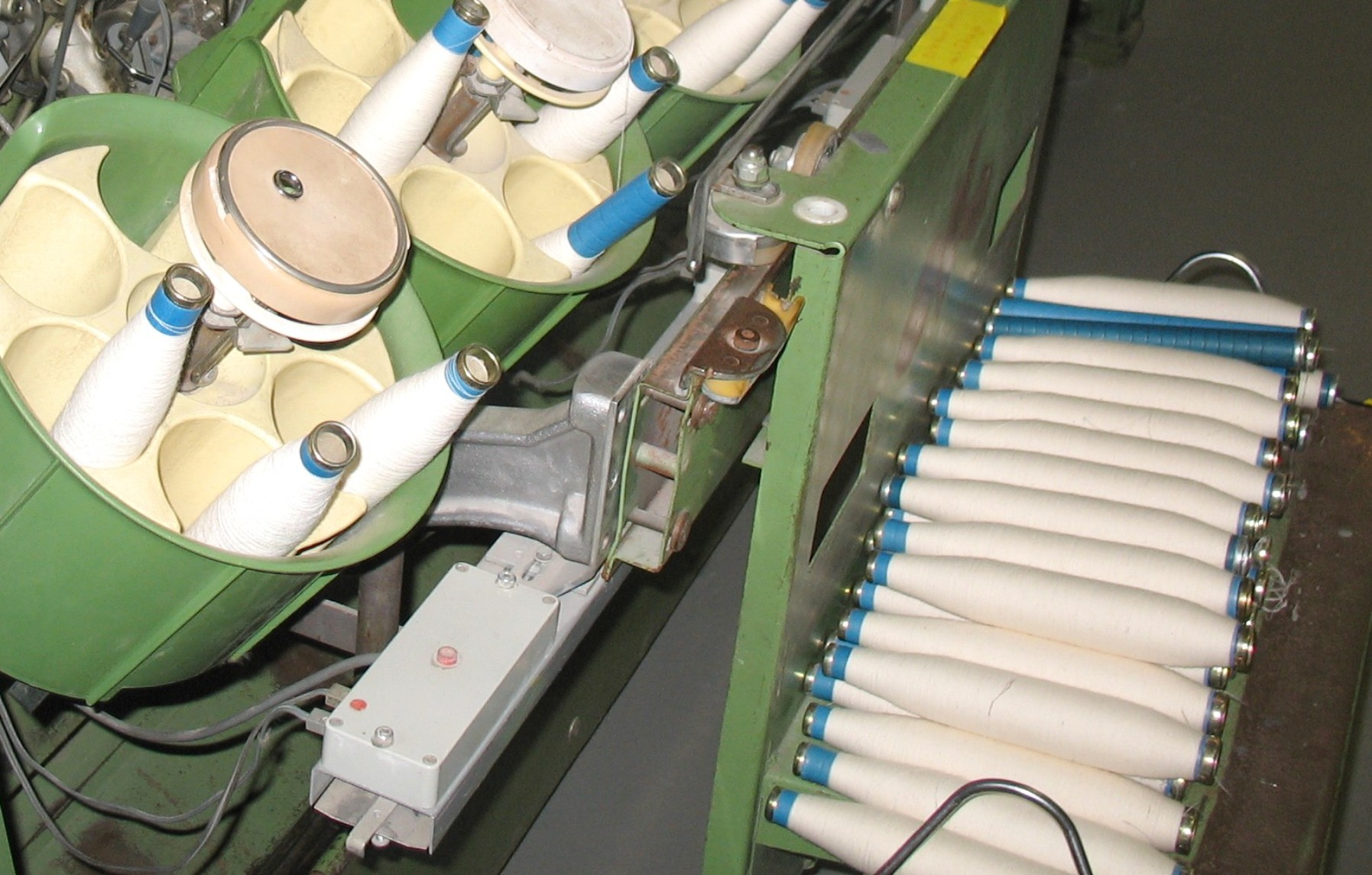
Potáče v zásobníku soukacího stroje

Příze (1) přichází od průtahového ústrojí, prochází  běžcem (2), je tažena obrátkami vřetene a navíjena na dutinku  s potáčem (4). Navíjení je způsobeno rozdílem otáček vřetena a běžce, poloha návinů na potáči je závilslá od polohy prstence (3) umístěného na prstencové lavici, která vykonává vratný vertikální pohyb.  
Pohyb lavice je řízen navíjecím mechanizmem, jehož pohybovou částí je srdcovka. 
Potáč se skládá ze základu a těla. Na dolním nákresu jsou znázorněny postupně zkracované pohyby prstencové lavice při navíjené základu potáče (mezi začátkem navíjení (a) a ukončením tvorby základu potáče (c). Po této fázi následují konstantní pohyby lavice při vinutí těla potáče.

## Použití potáčů
Hlavní výhodou této techniky je snadné odvíjení příze při dalším zpracování. Běžné staplové příze snášejí i rychlosti přes 20 metrů za sekundu.
Hmotnost potáče se v závislosti na konstrukci stroje a účelu použití pohybuje zhruba mezi 60 a 400 gramy při délce dutinky 150–450 mm.